# 정형석 (성우)
정형석(1975년 10월 29일 ~ )은 대한민국의 성우, 배우이다.
1998년 연극 배우로 첫 데뷔하였고 2000년 뮤지컬 《난타》를 통해 뮤지컬 배우로 데뷔하였으며 2006년 한국방송 성우극회 공채 32기로 정식 입사했다. 배우자는 같은 한국방송 성우극회 소속의 공채 31기 성우 박지윤이며 배우 박용식의 사위이기도 하다.

## 학력
- 서울예술대학 연극과

## 출연 작품

### TV 애니메이션
- 흑집사 (애니박스) - 웨스트

### 외화

#### 드라마
- 셜록 (KBS) - 조

#### 영화
- 이클립스 (KBS) - 에드워드 컬렌(로버트 패틴슨)
- 인디아나 존스: 크리스탈 해골의 왕국 (KBS) - FBI 요원(닐 플린)

### 게임
- 던전앤파이터 - 아간조

### 내레이션

#### 교양/다큐멘터리
- MBC 다큐스페셜 (MBC)

김성근과 고양원더스 (569회)
우리학교는 한국스타일 (573회)
- MBC 특선 다큐멘터리 (MBC)

9988에 도전한다
- MBC 다큐프라임 (MBC)

속도의 혁명, 미래를 말하다 (215회)
서바이벌 도전! 스타트업 1부 IT 메카에 서다 (220회)
필리핀 결핵 파수꾼을 꿈꾸다 (284회)
일은 스마트, 삶은 스마일 (285회)
- SBS 스페셜 (SBS)

끼니 반란 (317회, 330회)
죽어도 못 버리는 사람들 (321회)
- 감성다큐 미지수 (KBS)
- 걸어서 세계속으로 (KBS1)
- 글로벌 일자리 프로젝트 세계를 보라 (MBC)
- 나는 국가대표다 (MBN)
- 나는 자연인이다 (MBN)
- 네트워크 특선 (SBS)
- 노인, 세상에 말을 걸다 (KBS)
- 다큐멘터리 3일 (298회, 308회) (KBS2)
- 다큐프라임 - 생명의 땅 캄보디아 (EBS)
- 동아시아 공항 전쟁 (부산MBC)
- 동 아시아 생명 대탐사 아무르 (KBS)
- 리버 오디세이 (JTBC)
- 백년의 가게 (KBS1)
- 사할린, 남겨진 사람들 (부산MBC)
- 세계의 아이들 (EBS)
- 세상사는 이야기 (KBS)
- 수요기획 - 내일을 모두 걸다, 코리안 드림 (KBS1)
- 꿈을 창조하라 - 영화산업의 마이더스 제프리 카젠버그 (tvN)
- 참치전쟁 (부산MBC)
- 특별 기획 - 사람의 강 영산강 (KBS)
- 특집 바람의 섬 독도 (FTV)
- 특집 다큐 - 전파, 미래를 발사하다 / 말 달리자 멜버른 카니발 (KBS)
- 한글날 특집 다큐 글꼴 전쟁 (SBS)
- 환경스페셜 (KBS1)
- 휴먼다큐 사랑 20회 - 내게 남은 5% (MBC)
- 희망 릴레이 (KBS2)
- MBC 스페셜 692회 : 광복동 꽃할배 (MBC)
- 휴먼다큐 사람이 좋다 (MBC)
- MBC 스페셜 735회 : 리더의 조건 - 두테르테와 트럼프 (MBC)
- MBC 스페셜 631회 : 오늘도 피로한 당신,번 아웃 (MBC)
- MBC 스페셜 611회 : 동해 대문어 (MBC)
- KBS 스페셜 미래혁명 스마트 팜 2부작 (KBS1)
- 다큐공감 274회 : 맨발의 청춘 전설이 되다 (KBS1)

### 예능/버라이어티
- 영화가 좋다 (KBS2)
- 무한도전 503회 : 우린 자연인이다 (MBC)
- 히딩크의 축구의 신 (TV조선)

### 광고
- BC카드 남자 편
- BGF리테일 CU 당신을위한편의점편
- K2 아웃도어 루프 / 카시오피아 윈드재킷
- FRL코리아 유니클로 에어리즘
- HMC투자증권 고객을 위한 투자 편
- KDB 산업은행
- 동원홈푸드 금천미트
- LG 옵티머스 뷰
- LG유플러스 LTE 가장 좋은 LTE 편
- LG유플러스 LTE 신개념 데이터백 / 멤버십 포인트백(김소현) 편
- LG전자 휘센 담양 죽녹원, 아이슬란드 스코가 폭포 편
- LG전자 옵티머스 G프로 듀얼 편
- OB맥주 카스 시보광고 재활용 편
- 대한항공
- 동국제약 인사돌 잇몸 속부터 편
- 동화약품 가스 활명수 남자 편
- 매일유업 바리스타 1% 커피의 룰 편
- 블랙야크 야크멘터리(여름, 겨울) 편
- 삼성증권 POP 주식 Dream, 골든 랩 편
- 삼성카드 삼성카드 2,3, 참 실용적인 7초(마트) 편
- 쌍용자동차 뉴체어맨W
- 신한금융그룹
- 아모레퍼시픽 라네즈 화이트 플러스 리뉴
- 아시아나항공
- 아웃백 스테이크하우스
- 캐논 익서스, 캐논 컨슈머 이미징 캐논 EOS 70D
- 킨더 초콜릿
- 팔도 왕뚜껑 베가 아이언 패러디(성우) 편
- 포스코
- 폭스바겐 THE NEW CC
- 한국GM 쉐보레 올란도 가족여행 편
- 한국GM 쉐보레 말리부
- 한국GM 알페온
- 글락소스미스클라인 센트룸실버 50세 편
- 헨켈홈케어코리아 퍼실 파워캡스
- 현대자동차그룹 기프트카
- 현대자동차그룹 동행(운동화) 편
- 현대자동차 제네시스 다이나믹 에디션 다이나믹 편, 일렉시티 새로운 탄생은 언제나 시선을 빼앗는다 편
- 호반건설
- 현대자동차 쏘나타 하이브리드
- 삼성전자 지펠 아삭
- 동서식품 카누
- 고양시청 도시의 미래
- 삼성전자 QLED TV

### 기타
- 책처럼 음악처럼 라디오 DJ (EBS)
- 굿 네이버스 지구촌 나눔 가족 희망 편지 쓰기 대회 CD 영상
- 더 뮤지컬 어워즈
- 디즈니 채널 코리아 알림 목소리
- 스타일 아이콘 아시아 어워즈 (tvN) - 1회 시상식 내레이션(2008년)
- 프로야구 30주년 기념 스팟 영상
- 민음사 무라카미 하루키 『색채가 없는 다자키 쓰쿠루와 그가 순례를 떠난 해』 북 트레일러 내레이션

## 배우 출연

### 영화
- 2015년 《약장수》 - 형수 역
- 2017년 《그래, 가족》 - 용철 역
- 2017년 《채비》 - 다큐멘터리 성우 역
- 2018년 《여중생 A》 - 미래 아버지 / 게임 세계의 마커스 역 (성우)
- 2018년 《인랑》 - 유 부장 역
- 2019년 《다시, 봄》 - 가구점 면접관 역
- 2019년 《퍼펙트맨》 - 옥상 그랜저 남자 역
- 2019년 《82년생 김지영》 - 수현의 남편 역
- 2019년 《나를 찾아줘》 - 황 사장 역
- 2020년 《바이, 써클》
- 2023년 《스위치》 - 서프라이즈 PD 역
- 2023년 《30일》 - 로펌 대표 역
- 2023년 《서울의 봄》 - 박기홍 역 (첫 천만영화)
- 2025년 《소주전쟁》 - 두영건설 회장 역

### 드라마
- 2018년 tvN 《나의 아저씨》
- 2020년 tvN 《청춘기록》 - 고깃집 사장 역
- 2020년 kakao tv 《도시남녀의 사랑법》
- 2022년 TVING 《내과 박원장》
- 2023년 tvN 《무인도의 디바》
- 2024년 tvN 《O'PENing - 브래지어 끈이 내려갔다》 - 성형외과 원장 역
- 2025년 Wavve 《S라인》 - 팀장 역 (특별출연)